# Jan Van den Berghe (decorschilder)

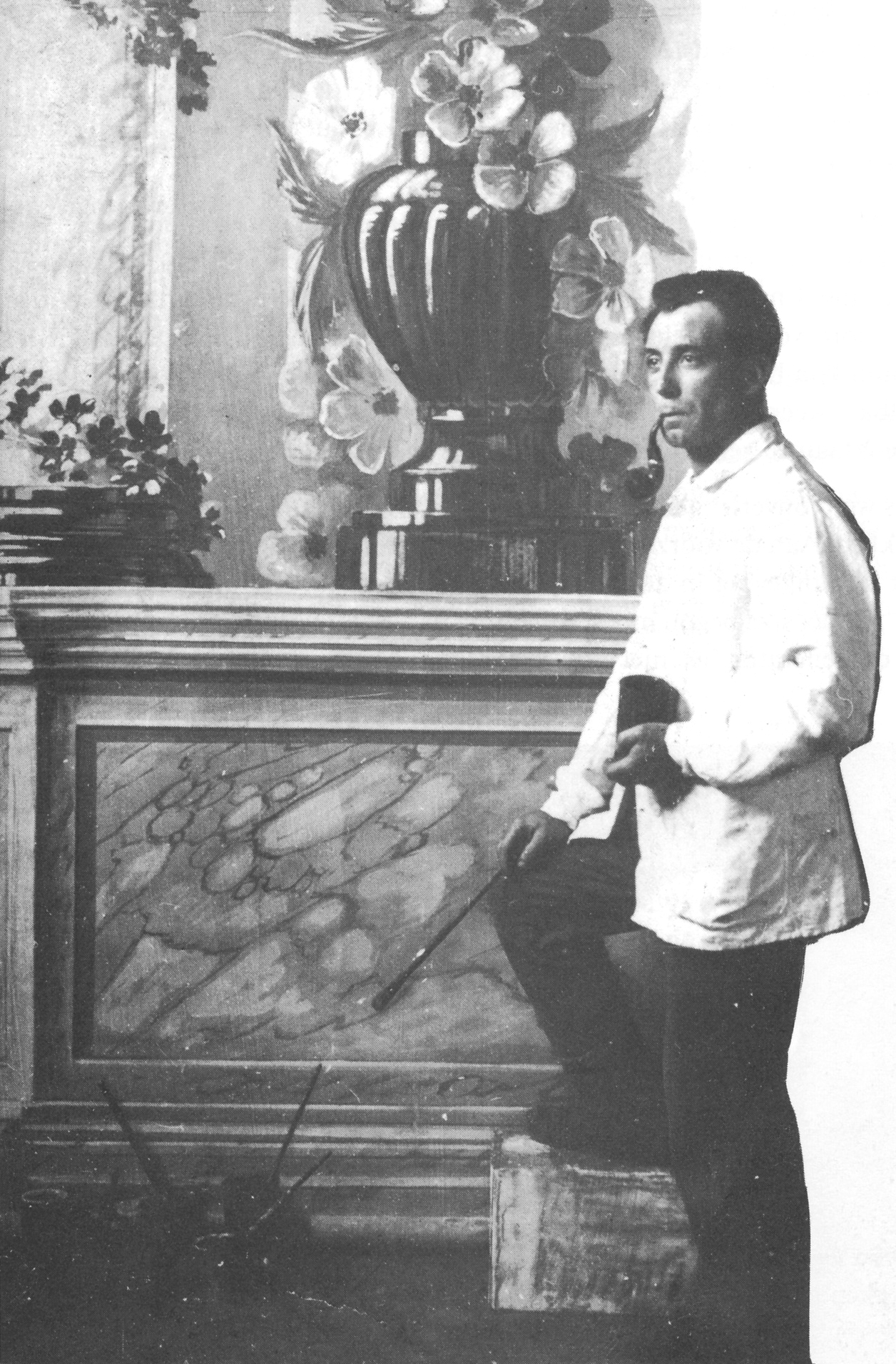
Jan Van den Berghe schilderend aan een van zijn decors, de "Zwarte zuilen"

Jan(-Huibrecht) Van den Berghe (1887-1965) is een lid van de Belgisch-Duitse theater- en circusfamilie Van den Berghe. Naast acteur en regisseur was hij een verdienstelijk decor- en kunstschilder. Hij is de grootvader van Johnny Ronaldo (ps. Jan Van den Broeck), stichter van Circus Ronaldo.
Van den Berghe groeide op in de 'Schouwburg Adolf Van den Berghe', het rondreizende theater van zijn vader Adolf-Joseph (1862-1914) en moeder Hendrika Vervloesem. Van zijn oom Willem Van den Berghe leerde Jan decors schilderen. Toen Jan na de Eerste Wereldoorlog leider werd van zijn vaders ensemble vormden zijn decors een attractiepool van het gezelschap. André De Poorter schreef: "Jan keek op geen moeite om het publiek te verwennen. Wanneer bijvoorbeeld Ben Leil, de zoon van de nacht werd gespeeld, was dat in tien taferelen met evenveel verschillende dekors; na elk tafereel doofde het licht en werd het decordoek opgetrokken."
Circus Ronaldo bezit nog authentieke decors van Jan Van den Berghe, diens oom Willem, en neven Richard en Florent. Tot op vandaag worden de doeken gebruikt in producties. Andere decors van Van den Berghe uit de jaren 1920 overleven in privécollecties in Antwerpen en Beringen.